# Этгерт
Этгерт (нем. Etgert) — община в Германии, районный центр, расположен в земле Рейнланд-Пфальц. 
Входит в состав района Бернкастель-Витлих. Подчиняется управлению Тальфанг.  Население составляет 52 человека (на 31 декабря 2010 года). Занимает площадь 3,75 км².